# Sam Avezou
Sam Avezou (* 22. března 2001) je francouzský reprezentant ve sportovním lezení, juniorský mistr světa v lezení na obtížnost a v boulderingu. Juniorský mistr Evropy a vítěz Evropského poháru juniorů v boulderingu.
Světovým závodům se věnovala i jeho matka Cécile Avezou (* 1971), vicemistryně světa a Francie, mistryně Evropy a ve stejné době také jeho starší bratr Leo Avezou (* 1999).

## Výkony a ocenění
- 2015: juniorský mistr světa
- 2016: juniorský mistr světa, Evropy a vítěz evropského poháru juniorů
- 2017: juniorský mistr světa a Evropy
- 2018: bronz na letních olympijských hrách mládeže, juniorský mistr světa a Evropy

### Závodní výsledky
| Světový pohár | Světový pohár | Světový pohár |
| Rok           | 2017          | 2018          |
| ------------- | ------------- | ------------- |
| Obtížnost     | 42-43         | 39-40         |
| jednotlivě*   | ,11,50,       | ,,,24,25,     |
|               |               |               |
| Kombinace     | 103-104       |               |

* pozn.: nalevo jsou poslední závody v roce; v roce 2017 se počítala kombinace i za jednu disciplínu
| Mistrovství Evropy | Mistrovství Evropy |
| Rok                | 2017               |
| ------------------ | ------------------ |
| Obtížnost          | 18                 |

| Letní olympijské hry mládeže | Letní olympijské hry mládeže |
| Rok                          | 2018                         |
| ---------------------------- | ---------------------------- |
| Kombinace                    | 3                            |

| Mistrovství světa juniorů | Mistrovství světa juniorů | Mistrovství světa juniorů | Mistrovství světa juniorů | Mistrovství světa juniorů |
| Rok                       | 2015 kat. B               | 2016 kat. B               | 2017 kat. A               | 2018 kat. A               |
| ------------------------- | ------------------------- | ------------------------- | ------------------------- | ------------------------- |
| Obtížnost                 | 1                         | 1                         | 5                         | 6                         |
| Rychlost                  | —                         | 11                        | 13                        | 16                        |
| Bouldering                | —                         | 4                         | 23                        | 1                         |
| Kombinace                 | —                         | —                         | 1                         |                           |

| Mistrovství Evropy juniorů | Mistrovství Evropy juniorů | Mistrovství Evropy juniorů | Mistrovství Evropy juniorů | Mistrovství Evropy juniorů |
| Rok                        | 2015 kat. B                | 2016 kat. B                | 2017 kat. A                | 2018 kat. A                |
| -------------------------- | -------------------------- | -------------------------- | -------------------------- | -------------------------- |
| Obtížnost                  | 5                          | 2                          | 3                          |                            |
| Rychlost                   | —                          | 6                          | 6                          |                            |
| Bouldering                 | 7                          | 1                          | 5                          | 1                          |
| Kombinace                  | —                          | —                          | 1                          |                            |

| Evropský pohár juniorů | Evropský pohár juniorů | Evropský pohár juniorů | Evropský pohár juniorů |
| Rok                    | 2016 kat. B            | 2017 kat. A            | 2018 kat. A            |
| ---------------------- | ---------------------- | ---------------------- | ---------------------- |
| Obtížnost              | 3-5                    |                        | x                      |
| jednotlivě*            | ,-                     | ,4,16,                 | ,                      |
|                        |                        |                        |                        |
| Bouldering             | 1                      | 3                      | x                      |
| jednotlivě*            | ,                      | ,4,4,,                 | ,                      |

* pozn.: nalevo jsou poslední závody v roce